# Радикофани
Радико̀фани (на италиански: Radicofani) е село и община в централна Италия, провинция Сиена, регион Тоскана. Разположено е на 814 m надморска височина. Населението на общината е 1165 души (към 2010 г.).